# Sprawa Deng Yujiao
Sprawa Deng Yujiao (chiń. 邓玉娇事件; Dèng Yùjiāo Shìjiàn) – wydarzenie 10 maja 2009 roku w prowincji Hubei. Trzej miejscowi urzędnicy Komunistycznej Partii Chin weszli do hotelu „Sunfen” i po obiedzie spróbowali zgwałcić 21-letnią kelnerkę o imieniu Deng Yujiao. Broniąc się, dziewczyna śmiertelnie pchnęła nożem jednego z urzędników, po czym została aresztowana i oskarżona o zabójstwo. Ponieważ to wywołało protesty w całym kraju i na internetowych forach, sąd zrezygnował z oskarżenia i zwolnił dziewczynę z uwagi na działanie w afekcie.
Jedna scena w filmie „Dotyk grzechu” reżysera Jia Zhangke jest oparta na historii Deng Yujiao.